# Тат-Шолкер
Тат-Шолке́р (рос. Тат-Шолкер, марій. Тат-Шолкер) — присілок у складі Марі-Турецького району Марій Ел, Росія. Входить до складу Марі-Турецького міського поселення.

## Населення
Населення — 28 осіб (2010; 50 у 2002).
Національний склад (станом на 2002 рік):
- татари — 90 %